# Mala Kostrevnica
Mala Kostrevnica je naselje v Občini Šmartno pri Litiji vzhodno od naselja Šmartno pri Litiji.